# Uiezd
L'uiezd (rus: уезд), escrit уѣздъ abans de la reforma ortogràfica de 1918, plural uiezdi, rus: уезды, era una circumscripció territorial dins de l'Imperi Rus.

## Història
Originalment designava una subdivisió de la Rus o més tard del Principat de Moscou del segle xiii. Un uiezd unia diversos vólosts (Волость) al voltant de les ciutats més importants, i era controlat per un governador (наместник, namestnik) nomenat pel monarca o gran duc (Великий князь, Veliki Kniaz), i després del segle xvii, pel voivoda.
Amb la introducció de les gubèrnies el 1708 sota el tsar Pere el Gran, la prèviament apropiada divisió en uiezd va ser abolida i substituïda pels districtes. Amb la reforma administrativa de Caterina I de Rússia, en 1727, els uiezd van ser reinstaurats. Amb Caterina II, el 1775, es van incloure com a subdivisió de les gubèrnies, i es va corroborar aquest estatut amb l'ucàs del Senat, de 13 de desembre de 1796.
L''uiezd estava dirigit per un ispràvnik, rus: исправник, (entre 1775-1862 se li deia kapitan-ispràvnik), que controlava tant l'àmbit administratiu com la força policial. També encapçalava el Zemski sud, el jutjat del zemstvo, un cos col·legiat. A partir de 1862, l' ispràvnik deixar de ser un càrrec electe i passa a ser designat per les autoritats. Des d'aquest moment la seva autoritat era personal, i no dirigia ni el jutjat ni el departament de policia.
Cada uiezd tenia el seu propi centre administratiu, la ciutat uiezd, on residia l'ispràvnik i estaven situats els organismes de govern. Econòmicament, la ciutat tenia el seu propi cos col·legiat de direcció, i la resta del territori de l'uiezd era dirigit per l'Uiezd zemskope Sobranie, l'assemblea (zemstvo) i el seu grup administratiu. També tenia un tresor i finances propis, un magistrat per a la ciutat, i una administració menor (rasprava), per als camperols. Els gorodnitxi eren responsables de l'ordre a cada assentament uiezd i eren triats entre oficials russos. Tota la documentació es feia també en rus.
No hi havia uiezdi a tota Rússia; tant les gubènies com les óblasti siberianes i de l'Àsia central es van dividir en ókrugs (literalment "cercles"). Després de 1775, els uiezd estaven governats per un ispràvnik (исправник), elegit d'entre l'aristocràcia local per governar durant tres anys. Després de la reforma dels zemstvo de 1864 es va atorgar a la majoria dels uiezd una autonomia local limitada, sobretot en els de la regió europea.
Durant la reforma administrativa soviètica entre 1923 i 1929, els  uyezd  van ser substituïts per raionss. En les repúbliques soviètiques bàltiques (RSS d'Estònia, RSS de Letònia i RSS de Lituània) va haver-hi uiezdi 'fins 1949-1950.
Hi termes semblants a la República Txeca (újedz), Polònia (ujazd), i Lusàcia (uhyst), per indicar assentaments sense impostos. També és nom de ciutat en aquests països.